# Canterbury mesék (film)
A Canterbury mesék (eredeti cím: I racconti di Canterbury / Les contes de Canterbury) 1972-ben bemutatott színes, olasz–francia film. Pier Paolo Pasolini olasz rendező nyolc mesét filmesített meg Geoffrey Chaucer azonos című klasszikus mesegyűjteményéből. A Canterbury mesék c. film Az Élet trilógiája összefoglaló címmel ismert Pasolini-alkotások középső darabja, melyet az 1972-es nyugat-berlini filmfesztiválon Arany Medve díjjal tüntettek ki. A trilógia másik két részéhez, a Dekameronhoz (1971) és Az Ezeregyéjszaka virágaihoz (1974) hasonlóan a Canterbury mesék is zömmel amatőr szereplőkkel készült.

## Háttér-információk

### Az irodalmi mű
Geoffrey Chaucer (kb. 1343–1400) főműve, a Canterbury mesék alighanem egy 1387-es zarándokút ihletésére született. Lényegében az első jelentős, angol nyelven írott műről van szó, szerzőjét már csak ezért is az angol irodalom atyjaként emlegetik. A javarészt verses formában íródott Canterbury mesék valószínűleg be nem fejezett alkotás. Fennmaradtak róla a szerző eredeti elképzelései, ugyanakkor semmi bizonyíték nincs arra, hogy magából a műből bármi is elveszett volna. Chaucer úgy tervezte, hogy a 30 zarándok az oda- és visszafelé vezető úton 2-2 történetet mesél, ami összesen 120 mese lett volna. Ezekből 21 készült el teljesen, 2 töredékesen: senki nem mesél kétszer, sőt néhányan egyszer sem. A Canterbury meséken érződik Giovanni Boccaccio Dekameronjának hatása. Az irodalmi stílus kifinomultsága szempontjából Boccaccio írása viszi el a pálmát, ugyanakkor Chaucer munkája jellemábrázolás szempontjából jóval érdekesebb.

### A megfilmesített mesék
A kész filmben a következő történetek láthatók: a Kalmár meséje, a Kolduló Barát meséje, a Szakács meséje, a Molnár meséje, a Bathi Asszonyság előbeszéde, a Búcsúárus meséje, az Ispán meséje, a Porkoláb meséje. Pasolini nem ragaszkodott szolgai módon Chaucer szövegéhez: némelyik mesét csak részben filmesítette meg (a Bathi Asszonyság szövegéből például csak az előbeszédet, magát a mesét nem), némelyiket viszont kibővítette (a lókötő Perkin vidám története), és van olyan is, ahol összevont két mesét (a kapzsi szerzetes történetébe vette bele a Pokolról szóló víziót).

### A forgatásról
Az Élet trilógiája három filmjét általában másodlagos jelentőségű mozidaraboknak, a Pasolini-életmű kevésbé érdekes, inkább a közönségsikert megcélzó alkotásainak tartják. E filmek könnyed és vidám stílusukkal kétségtelenül élesen elütnek a rendező többi, alapvetően komor, nyomasztó hangvételű művétől. Ugyanakkor azonban választ, lehetséges alternatívát jelentenek arra az általános értékválságra, melyet olyan fajsúlyos alkotások fogalmaznak meg Pasolini életművében, mint a Teoréma (1968), a Disznóól (1969), illetve az illúziókkal való leszámolásként született, könyörtelen utolsó film, a Salò, avagy Szodoma 120 napja (1975).

Pasolini a Dekameronhoz hasonlóan ismét személyesen válogatta ki a megfilmesített történeteket. A forgatás helyszínéül – néhány jelenetet leszámítva – Angliát választotta, ahol javarészt kicsiny, eldugott falvakban forgattak, melyekben szinte semmi sem változott az évszázadok alatt. Ragaszkodott ahhoz is, hogy angol nyelven forgassanak, hiszen az autentikusságot mindig fontos szempontnak tekintette, Chaucer műve pedig angolul íródott. (Egyszerre vicces és meghökkentő tény viszont, hogy amikor bő negyedszázaddal a bemutató után a Brit Filmintézet DVD-n is kiadta a filmet, nem az eredeti angol nyelvű változatot dobták piacra, hanem az olasz nyelvű verziót, melyet angol feliratokkal láttak el!)
A színészek kiválasztásához Pasolini újra hasznos segítséget kapott barátjától, Ninetto Davolitól, aki szintén játszik a filmben. Davoli vállalta, hogy afféle segédrendezőként részt vesz az amatőr szereplők mozgatásában is. Pasolini kitűnő színészvezetését dicséri, hogy noha a Canterbury mesékben több hivatásos színész szerepel, mint a trilógia másik két darabjában, játékstílusuk mégsem különül el az amatőr közreműködők spontán szerepformálásától. A Pasolini-klán tagjai – Davoli, Franco Citti és a jellegzetes orgánumú Laura Betti – mellett fontos szerepet kapott az angol filmjátszás kiváló karakterszínésze, az Oscar-díjas Hugh Griffith, valamint olyan, akkoriban javarészt a pályájuk elején álló színészek, mint Jenny Runacre, Tom Baker, Robin Askwith vagy a híres komikus, Charlie Chaplin kisebbik lánya, Josephine Chaplin. Az édesapa nem volt különösebben lelkes, amikor lánya meztelen jeleneteit látta a vásznon, viszont nagyon tetszett neki Ninetto Davoli alakítása, aki egy chaplini karaktert formált meg humorosan, mértéktartóan, a nagy előd iránti tisztelettel.
Pasolini ebben a filmben magát Chaucert alakítja, s ezzel egyrészt megint önéletrajzi motívumokat visz a filmbe, akárcsak a Dekameron esetében Giotto megformálásával, másrészt megerősíti a két film közötti kapcsolatot, mely az irodalmi alapművek rokon vonásai miatt eleve fennállt. Chaucer személye kapcsolja össze a meséket, és a szerző alakja rendre visszatér a filmben. Volt olyan kritikus, aki felrótta Pasolininek ezt a szerkesztésmódot, mondván, hogy a mesék sorrendjét nyugodtan fel lehetne cserélni, a mű lényege nem változna. Szóvá tették azt is, hogy Pasolini nem fordított kellő figyelmet a kerettörténetre, holott Chaucernél a mesélők bemutatása szinte érdekesebb, mint az elmondott történetek. Ezek a vádak elég ingatag alapokon nyugszanak, hiszen elég arra gondolni, hogy Pasolini csupán változtatott egyet a chauceri elbeszéléstechnikán: a mesélők nála is jelen vannak a Canterburybe tartó zarándokmenetben, alighanem mesélnek is, hiszen ebben állapodnak meg a film elején, de nem azt látjuk, ahogyan mesélnek, hanem azt, ahogyan megtörténik (megtörtént) velük a mese.
A filmet 1971 szeptembere és novembere között forgatták, és 1972 nyarán mutatták be a nyugat-berlini filmfesztiválon, ahol elnyerte a fődíjat. Az évek folyamán a Canterbury mesék lett a trilógia legellentmondásosabban értékelt darabja. Sokan a legjobbnak tartják a három alkotás közül, mások viszont óriási baklövésnek, Chaucert megszégyenítő alpári szexkomédiának, amely mintegy előfutára az 1990-es évek ízléstelen amerikai tinivígjátékainak. Magyarországon 1981 januárjában mutatták be a filmet a budapesti Filmmúzeum hétköznap délelőtti előadásain, óriási érdeklődés mellett.

### Kivágott jelenetek
Sajnos a Canterbury mesék sem úszta meg az ollót, noha bennfentesek szerint alapvetően nem a cenzúra állt a rövidítések hátterében. 2006-os sajtóhírek szerint Pasolini szerelmi bánata volt a rövidítések legfőbb indítéka: barátja, Ninetto Davoli a forgatás idején beleszeretett egy lányba, akit feleségül vett. A házasság véget vetett a rendezőhöz fűződő viszonyának, noha barátok maradtak. Pasolini állítólag e csalódás miatt, közvetlenül a nyugat-berlini premier előtt vágta meg a filmet: kihagyta Sir Thopas meséjét, illetve jelentősen lerövidítette a kerettörténet azon részeit, amelyekben ő mint Chaucer volt látható. Akárcsak a Dekameron esetében, a kivágott jelenetek valószínűleg elvesztek (vagy csupán valamelyik archívum mélyén lapulnak), mindössze néhány fotó idézi fel ezeket az epizódokat. Perkin jelenete alighanem megrövidült: egy poszteren ugyanis szabadtéren is látható az az esküvői menet, amelyhez később Perkin is benéz, majd kikezd a menyasszonnyal. Maradt fenn fotó a kapzsi szerzetes epizódjának a kész filmben nem látható pillanatáról is, ami arra utal, hogy Pasolini alighanem a teljes mesét feldolgozta, de aztán megrövidítette a jelenetet.

### Cenzúra
Az olasz cenzúra 1972. október 7-én szeméremsértés miatt egy időre betiltotta a Canterbury mesék filmváltozatát. A tiltás oka elsősorban a pokolbéli vízió azon jelenete volt, amelyben az Ördög hatalmas hátsója ontja magából a szerzeteseket. Vallást sértő motívumok miatt egyébként Pasolini már korábban is összeütközésbe került a cenzúrával. A túró (1963) című szkeccsfilmjéért például négyhavi felfüggesztett börtönbüntetést kapott, mivel azzal vádolták, hogy a műben kigúnyolja az államvallást. A Teoréma (1968) című alkotásával a Vatikán haragját vívta ki: a pápai állam hivatalos lapja, a L’Osservatore Romano előbb heves támadást intézett a film ellen, majd egy egyházi méltóságokból álló bizottság minden hívőnek megtiltotta a produkció megtekintését.

### Folytatások
A Canterbury mesék – a Dekameronhoz hasonlóan – szintén nagy kereskedelmi siker lett, ezért Mino Guerrini, aki már a Dekameronhoz is folytatást készített, még ugyanabban az évben bemutatta a Gli altri racconti di Canterbury című filmjét, amely nem több, mint pikáns variációk egyéb Chaucer-sztorikra. Guerrini filmjén kívül is azonban számos, említésre sem méltó utánzat jelent meg a mozikban a Pasolini-mű sikerét meglovagolva. Maga Pasolini tematikailag Az Ezeregyéjszaka virágai (1974) című filmjével zárta le a trilógiáját.

## Magyar kritikai visszhang
„…ha volt programos célja a Canterbury mesék megidézésének, akkor nyilván az volt, hogy az évszázados szexuális elfojtásra következő szexuális engedékenység üres, gépies és fetisisztikus nemiségének a világában előássa és felmutassa testnek és szexusnak egy gátlástalanságában is romlatlan, perverzitásában is a természet folyamataival élő kapcsolatot tartó, a brutális nevetés jegyében is élettisztelő élménykörét; ha úgy tetszik, nosztalgikusan jelezze azt, amire prüdéria és pornográfia rossz végletei között hányódva közben végképp alkalmatlanná váltunk itt Európában. S textusul ehhez teljes joggal választotta Chaucer meséi közül az „alantasakat”. Másik – viszont ezúttal a film végső értékére nézve is kárhozatos – veszteség a kerettörténet: Chaucernál ugyanis a mesékhez a műben teljes jogú szereplőkként fellépő mesélők is tartoznak, s sohasem mindegy, hogy ezt vagy azt a mesét éppen melyik és milyen rangú mesélő mikor, kinek címezve és ki másnak a meséje után és előtt mondja el. […] Pasolini mindebből keveset képes átmenteni filmjébe…”

(Takács Ferenc: Érosz és Sátán. In: Filmvilág 1981/3, 25. o.)

## Szereplők
- Hugh Griffith (Sir January)
- Laura Betti (a bathi asszonyság)
- Ninetto Davoli (Perkin)
- Franco Citti (az Ördög)
- Josephine Chaplin (May)
- Pier Paolo Pasolini (Geoffrey Chaucer)
- Alan Webb (öregember a mezőn)
- Dan Thomas (Nicholas)
- Elisabetta Genovese (Proserpina)
- Giuseppe Arrigio (Pluto)
- Jenny Runacre (Alison)
- Michael Balfour (John, az ács)
- John Francis Lane (a kapzsi szerzetes)
- Tom Baker (Jenkin)